# Maytag (queso)
El Maytag es un queso azul producido en las Maytag Dairy Farms a las afueras de Newton (Iowa). En 1938 la Universidad Estatal de Iowa desarrolló un nuevo proceso para elaborar queso azul a partir de leche de vaca homogeneizada (en lugar de leche de oveja). 

## Historia
La producción del queso empezó en 1941 de la mano de Frederick L. Maytag II y Robert Maytag, nietos del fundador de la empresa de electrodomésticos Maytag, Frederick L. Maytag. Al principio, la leche para el queso procedía de un galardonado rebaño de raza Holstein que fue reunido por E.H. Maytag, otro hijo del fundador.
La compañía es actualmente propiedad de la tercera y cuarta generación de la familia Maytag.

## Proceso

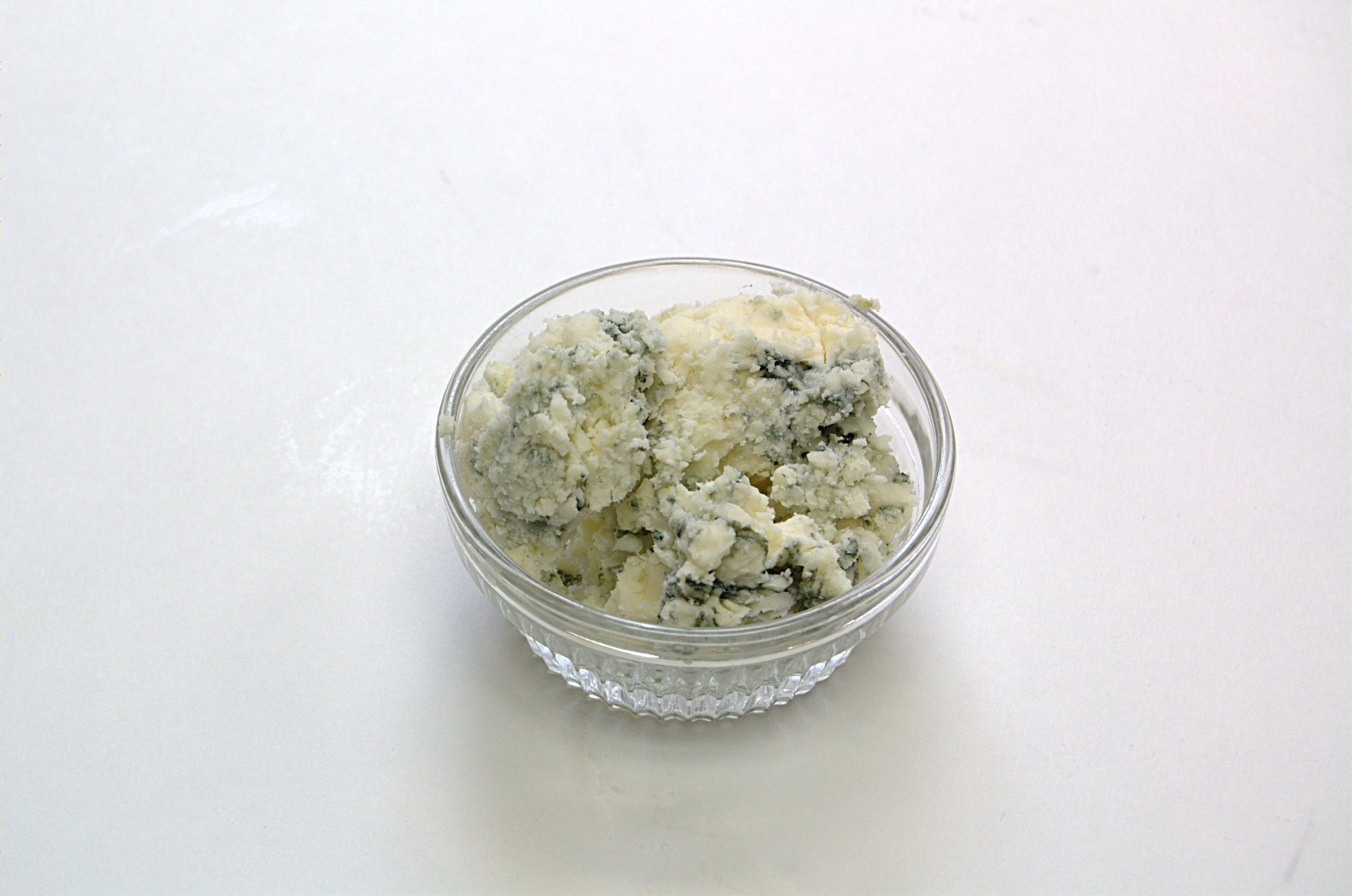
Queso Maytag en un ramekin de cristal.

El proceso de elaboración del queso azul Maytag fue descubierto y patentado por dos microbiólogos de la Universidad Estatal de Iowa, Clarence Lane y Bernard W. Hammer. El roquefort, otro tipo de queso azul, había sido fabricado durante años en Europa, pero los intentos de obtener un queso parecido en los Estados Unidos habían sido hasta entonces fallidos. Las dificultades encontradas al elaborar estos tipos de queso daban un producto poco satisfactorio, que no habría superado los controles de calidad.
Los problemas encontrados para producir comercialmente queso azul eran el largo tiempo necesario para obtener el sabor artesano, el crecimiento no uniforme del moho, la baja calidad de muchos lotes producidos y el color demasiado oscuro de la pasta.
El proceso comienza con la homogeneización de la leche. Para hacer queso Maytag, se separa la nata de la leche, se homogeneiza la primera y se vuelve a añadir a la leche desnatada. Este proceso se realiza de 26 a 38 °C y 900 a 1500 kg de presión. Esto permite una adecuada hidrólisis de la grasa, que afecta al sabor del queso. Hay un periodo de maduración previo a la adición de cuajo (una enzima que coagula la leche en cuajada y suero) a la leche.
Según los registros de Lane y Hammer, sus alteraciones provocaban la aceleración del proceso desde este punto, acortándolo casi a la mitad. Además, tras cortar la leche y dejar cocer la cuajada en el suero caliente, el tiempo de escurrido se acortaba de 20–30 minutos a 3–5. En este momento se añade Penicillium al producto, para obtener las características vetas verdes.
Tras hacer a mano las piezas redonda, el queso se añeja en cuevas especialmente diseñadas donde se expone a humedades altas y temperaturas bajas. La compañía sigue usando el mismo método laborioso de fabricar el queso a mano, usando solo leche de granjas locales.